# 同心 (官职)
同心，是日本江户时代幕府的下级官员。隶属町奉行，京都所司代，城代，大番头，书院番头。在与力管理下担当维护城市治安的职责。类似于现代的警察。

## 概要
江户时代初期，国内战争结束后德川幕府把退役的直属足轻士兵和忍者全部改编为同心。虽然同心地位不如旗本，但是作为幕府御家人有30俵(一俵約20多公斤稻穀)2人扶持的俸祿，最高也可能有80石俸禄。
同心主要任务是维护地方治安，担任消防。在地方政府帮助町奉行的称为町同心。在城市巡逻的称为三廻同心，至今在日本仍习惯把巡警称为。把线人称为冈引或明目。
东京都中央区八丁堀在江户时代是同心的屋敷，因此八丁堀也成为同心的代名词。与力约有300坪土地，同心约有100坪土地。